# فهرست ایدئولوژی‌های سیاسی
در اینجا فهرستی از ایدئولوژی‌های سیاسی آمده است.
شیوه‌های حکومت در کشورها و برنامهٔ حزب‌های سیاسی اغلب بر پایهٔ ایدئولوژی‌ای سیاسی پایه‌ریزی می‌شود.

## آنارشیسم

### کلاسیک
- آنارشیسم فردگرا
  - قانون‌گریزی
- لیبرترینیسم
  - لیبرترینیسم چپ
    - سوسیالیسم آزادی‌خواه
- آنارشیسم اجتماعی
  - آنارکو-کمونیسم
  - آنارکو-سندیکالیسم
  - آنارشیسم جمع‌گرا

### پساکلاسیک
- آنارکو-فمینیسم
- آنارکو پاسفیسم
- آنارشیسم سبز
  - کمونالیسم
    - کنفدرالیسم دموکراتیک
- پلاتفرمیسم
  - ماخنووشچینا

### معاصر
- کمونیزاسیون
- آنارشیسم بازار آزاد

### متضاد
- اقتدارگرایی

### دینی
- آنارشیسم اسلامی

## کمونیسم
- کمونیسم

### مارکسیسم
- مارکسیسم

#### لنینیسم
- لنینیسم
- مارکسیسم لنینیسم

### کمونیسم مذهبی
- مارکسیسم اسلامی

## محافظه‌کاری
- محافظه‌کاری

## محیط گرایی
- محیط گرایی

## برابری جنسیتی
- برابری جنسیتی

### حقوق زنان
- فمینیسم
- بوم‌فمینیسم
- ترنس‌فمینیسم
- فمینیسم اسلامی
- فمینیسم بی‌خدا
- فمینیسم تفاوت‌گرا
- فمینیسم جهانی
- فمینیسم رادیکال
- فمینیسم سوسیالیستی
- فمینیسم لیبرال
- فمینیسم مارکسیستی
- لزبین فمینیسم

### مردسالاری
ماسکولیسم
پدرسالاری

## لیبرالیسم

### کلی
- فردگرایی
- فمینیسم لیبرال
- لیبرالیسم
- لیبرالیسم اقتصادی
- لیبرالیسم کلاسیک
- نولیبرالیسم

### لیبرترینیسم
- لیبرترینیسم

#### سوسیالیسم لیبرترین
- آنارکو-سندیکالیسم
- موقعیت‌گرای بین‌الملل

#### لیبرترینیسم راست‌گرا
- آنارکو-کاپیتالیسم
- لیبرالیسم کلاسیک
- مینارشیسم
- عینیت‌گرایی
- پالولیبرترینیسم
- اراده‌گرایی

### دیگر موردها
- رادیکالیسم
- ترقی‌خواهی
- رادیکالیسم

## ملی‌گرایی
- ملی‌گرایی، ناسیونالیسم

### ملی‌گرایی راست افراطی
- فاشیسم
- نازیسم

### منطقه‌ای
- ملی‌گرایی کردی
- ملی‌گرایی بلوچی

### صهیونیسم
- صهیونیسم

### جنبش‌های هم‌شکلی
- ملی‌گرایی ایرانی
- ملی‌گرایی هزاره
- پان‌ترکیسم

## ایدئولوژی‌های دینی
- دین‌سالاری

### اسلام
- اسلام‌گرایی
- مردم‌سالاری اسلامی

### مسیحیت
- دموکراسی مسیحی

### یهودیت
- صهیونیسم

### آیین بودایی
- بوداگرایی

### آیین هندو
- هندوگرایی

## جامعه‌گرایی
- سوسیالیسم

### سوسیالیسم اصلاح طلب

#### مردم‌سالاری سوسیال
- سوسیال‌دموکراسی